# Glaphyrus ornatus
Glaphyrus ornatus är en skalbaggsart som beskrevs av Schweiger 1949. Glaphyrus ornatus ingår i släktet Glaphyrus och familjen Glaphyridae. Inga underarter finns listade i Catalogue of Life.